# Martyna Jelińska
Martyna Jelińska, född 5 maj 1992, är en polsk fäktare som tävlar i florett.

## Karriär
Vid olympiska sommarspelen 2020 i Tokyo, som arrangerades 2021, blev Jelińska utslagen i sextondelsfinalen i florett av ryska Inna Deriglazova.
Vid EM 2024 i Basel tog Jelińska silver tillsammans med Hanna Łyczbińska, Martyna Synoradzka och Julia Walczyk-Klimaszyk i lagtävlingen i florett. Vid olympiska sommarspelen 2024 i Paris blev hon utslagen i sextondelsfinalen i damernas florett av amerikanska Lee Kiefer samt var en del av Polens lag som slutade på sjätte plats i lagtävlingen i florett.